# Seznam ostrovů Finska
Finsko má řadu ostrovů v Baltském moři. Další ostrovy se nacházejí na mnoha vnitrozemských finských jezerech.

## Přehled největších ostrovů
| #  | ostrov                 | rozloha (km²) | pobřeží (km) | max.nadm. výška (m) | nejvyšší vrchol | počet obyvatel | hustota zalidnění | největší sídlo | část státu                    | část moře jezero             | souostroví | lokalizace                       |
| -- | ---------------------- | ------------- | ------------ | ------------------- | --------------- | -------------- | ----------------- | -------------- | ----------------------------- | ---------------------------- | ---------- | -------------------------------- |
| 1  | Soisalo                | 1 638,00      | —            | —                   | —               | —              | —                 | Heinävesi      | Severní Savo, Severní Karélie | Kallavesi, Haukivesi         | —          | 62°23′ s. š., 28°13′ v. d.       |
| 2  | Sääminginsalo          | 1 069,00      | —            | —                   | —               | —              | —                 | Kerimäki       | Jižní Savo                    | [ 3 ]                        | —          | 61°59′ s. š., 29°6′ v. d.        |
| 3  | Åland                  | 685,00        | —            | 129                 | Orrdalsklint    | 11 186         | 16,33             | Mariehamn      | Alandy                        | Ålandské moře, Ostrovní moře | Alandy     | 60°8′53″ s. š., 19°47′18″ v. d.  |
| 4  | Kimitoön               | 524,00        | —            | 71                  | —               | 7 500          | 14,31             | Dragsfjärd     | Vlastní Finsko                | Ostrovní moře                | Turunmaa   | 60°9′22″ s. š., 22°42′32″ v. d.  |
| 5  | Hailuoto               | 195,00        | —            | 22                  | —               | 993            | 5,10              | Kirkonkylä     | Severní Pohjanmaa             | Botnický záliv               | —          | 65°1′ s. š., 24°43′ v. d.        |
| 6  | Hurissalo              | 174,00        | —            | —                   | —               | 300            | 1,72              | Hurissalo      | Jižní Savo                    | Saimaa                       | —          | 61°30′6″ s. š., 27°48′32″ v. d.  |
| 7  | Partalansaari          | 170,00        | —            | —                   | —               | 400            | 2,35              | Kaartilankoski | Jižní Savo                    | Saimaa                       | —          | 61°40′30″ s. š., 28°22′30″ v. d. |
| 8  | Replot                 | 142,00        | —            | —                   | —               | 2 126          | 14,97             | Replot         | Pohjanmaa                     | Kvarken                      | —          | 63°14′1″ s. š., 21°24′55″ v. d.  |
| 9  | Haukonsalo-Kitulansalo | 140,00        | —            | —                   | —               | —              | —                 | —              | Jižní Savo, Jižní Karélie     | Saimaa                       | —          | 61°27′40″ s. š., 28°23′5″ v. d.  |
| 10 | Viljakansaari          | 115,00        | —            | —                   | —               | —              | —                 | —              | Jižní Savo                    | Saimaa                       | —          | 61°34′21″ s. š., 28°24′6″ v. d.  |
| 11 | Otava                  | 105,00        | —            | 59                  | Villivuori      | 1 861          | 17,72             | Rymättylä      | Vlastní Finsko                | Ostrovní moře                | Turunmaa   | 60°25′ s. š., 21°54′ v. d.       |
| 12 | Lemland                | 92,00         | —            | —                   | —               | —              | —                 | Lemland        | Alandy                        | Ostrovní moře                | Alandy     | 60°4′12″ s. š., 20°5′12″ v. d.   |
| 13 | Eckerö                 | 91,00         | —            | —                   | —               | —              | —                 | Eckerö         | Alandy                        | Alandské moře                | Alandy     | 60°13′25″ s. š., 19°33′25″ v. d. |
| 14 | Öja                    | 90,00         | —            | —                   | —               | 711            | 7,90              | Bosund         | Střední Pohjanmaa             | Botnický záliv               | —          | 63°49′ s. š., 22°54′ v. d.       |
| 15 | Manamansalo            | 76,00         | —            | —                   | —               | —              | —                 | Manamansalo    | Severní Pohjanmaa             | Oulujärvi                    | —          | 64°21′ s. š., 27°3′ v. d.        |
| 16 | Äitsaari               | 74,00         | —            | —                   | —               | —              | —                 | Lempiälä       | Jižní Karélie                 | Saimaa                       | —          | 61°17′1″ s. š., 28°39′49″ v. d.  |
| 17 | Storlandet             | 72,00         | —            | —                   | —               | 924            | 12,83             | —              | Vlastní Finsko                | Ostrovní moře                | Turunmaa   | 60°11′21″ s. š., 21°48′31″ v. d. |
| 18 | Ålön                   | 70,00         | —            | —                   | —               | 930            | 13,29             | —              | Vlastní Finsko                | Ostrovní moře                | Turunmaa   | 60°18′ s. š., 22°12′38″ v. d.    |
| 19 | Kyrklandet             | 64,00         | —            | —                   | —               | 656            | 10,25             | —              | Vlastní Finsko                | Ostrovní moře                | Turunmaa   | 60°8′41″ s. š., 21°35′41″ v. d.  |
| 20 | Kivimaa                | 57,00         | —            | —                   | —               | —              | —                 | —              | Vlastní Finsko                | Ostrovní moře                | Turunmaa   | 60°32′45″ s. š., 21°21′30″ v. d. |

## Mezinárodní ostrovy Finska
Kataja, Märket, Treriksröset